# 海老名市立杉本小学校
海老名市立杉本小学校（えびなしりつ すぎもとしょうがっこう）は、神奈川県海老名市国分北四丁目にある市立小学校。
海老名市立上星小学校より分離独立し1982年に開校した。2016年9月現在、海老名市で最も新しい小学校である。

## 沿革
- 1982年
  - 4月1日 - 開設。
  - 8月31日 - 校章制定。
  - 9月4日 - 創立。
- 1983年
  - 1月8日 - 屋内運動場完成。
  - 9月1日 - プール完成。
- 1991年
  - 3月19日 - 飼育小屋完成。
  - 11月16日 - 開校10周年記念式典挙行。
- 1995年6月1日 - パソコン教室設置。
- 1997年10月24日 - 防球ネット設置。

## 通学区域
出典
- 海老名市
  - 柏ケ谷（1番～553番・600番～608番・700番～705番・719番～819番）
  - 上今泉6丁目（1番～19番）
  - 国分北3丁目（全域）
  - 国分北4丁目（全域）
  - 国分南2丁目（16番）

## 進学中学校
出典
- 海老名市
  - 海老名市立海老名中学校
  - 海老名市立柏ケ谷中学校

## 出身の有名人
- 北浜健介 (将棋棋士)

## 交通
相鉄本線かしわ台駅より徒歩15分

## 周辺施設
- かしわ台駅
- 海老名市北部公園体育館
- 海老名市消防署北部署

## その他
使用されなくなったプール施設（海老名市柏ケ谷）を再利用し、2012年7月より地元自治会が「柏ふれあい釣り堀」として運営している。